# Castil de Campos
Castil de Campos es una Entidad local autónoma (ELA) de la provincia de Córdoba. Está situado a 10 km al Noreste de Priego de Córdoba y a 2 km al sur de Fuente Tójar, totalmente inmerso en la comarca de la Subbética Cordobesa. Su término, en épocas pasadas, lindaba con los municipios de Priego, Fuente Tójar, Alcaudete, Alcalá la Real y Almedinilla. 
Este pequeño pueblo, ubicado en una zona de montañas suaves y rodeado de olivares, se abre, por el Norte y Noreste, al llano, uno de los valles más fértiles de la zona, que concluye en el río o arroyo de Caicena. Está asentado en la ladera norte de la Torre Serbal, a unos 700 metros de altitud, desde donde los días claros se divisa un espléndido y extenso panorama. Al este, la carretera de Almedinilla le abre paso hacia sierras más elevadas en las provincias de Jaén y Granada.

## Escudo
De sinople, una banda de plata, acompañada de un ramillete de aceituna de almazara de plata frutado de púrpura y fileteado de plata a la diestra y de una torre de oro abierta a la siniestra.

## Fiestas y Tradiciones

### San Antón
Fecha de celebración: 17 de enero

Actos significativos
- Procesión del Santo por varias calles de la Localidad.
- Bendición de los animales al finalizar la procesión.
- Rifa de varios lechones con el objetivo de recaudar fondos para sufragar los gastos de la fiesta.
- Rifa de testuzos (careta cerdo).Las familias que hacen "matanza domiciliaria de cerdos",  regalan los testuzos a la Hermandad de San Antón para que se subasten el día de la fiesta y contribuyan a cubrir los gastos de la misma.

### Cruces de Mayo
Esta fiesta se celebra en el Barrio del Ejido, en torno a la cruz existente junto a la fuente. Tras la procesión se realiza una rifa de platos típicos, concurso de subastao y se finaliza con una verbena al aire libre.

### Romería de la Torre Serbal
Fecha de celebración: junio
Subida de la Virgen del Rosario vestida de romera al mirador de la Torre Serbal.

### Semana Joven
Fecha de celebración: 1ª semana de agosto

Una de las actividades creadas por la E.L.A. de mayor éxito. Se celebra en la primera semana de agosto y se programan desde el Ayuntamiento de la E.L.A. una serie de actividades Recreativas, culturales y de ocio que "llenan" completamente la mencionada semana.

Dentro de las actividades que se desarrollan a lo largo de esa Semana Joven, destacan:
- La realización de diferentes talleres.
- La oferta de distintos Castillos hinchables, totalmente gratuitos, para los más pequeños.
- Diferentes actividades recreativas como Tiro con Arco , Paint Ball, competiciones deportivas, etc.

Pero las dos actividades estrella de esta semana y en las que participa más gente ( prácticamente todo el pueblo) son:

La fiesta de la espuma, que generalmente cierra la semana, y en la que participan tanto pequeños como mayores y, sobre todo, La Ginkana Mágica, una especie de representación teatral en la que los jóvenes de la localidad representan un tema determinado ( que no se desvela hasta el día de su realización) , manteniendo interesado a todo el pueblo durante buena parte de la velada. Temas como "El Oeste", "Moros y Cristianos", "Los Picapiedras" o " Harry Potter" han sido grandes éxitos en los últimos años.

### Fiestas Patronales en honor de Nuestra Señora del Rosario
Fecha de celebración: 7 de octubre

Estas fiestas están organizadas por la Hermandad de la Virgen del Rosario. Comienzan con un novenario en el que se cantan los gozosos rocieros. Las podemos considerar las fiestas mayores de Castil de Campos. 

Se celebran en el fin de semana más próximo al día 7 de octubre con el objetivo de facilitar desplazamientos a los campeños/as que, por uno u otro motivo se encuentran o trabajan fuera de la localidad.

Se organizan todo tipo de actividades y concursos: tiro al plato, tiro con carabina, concurso de dominó y subastao, exposiciones, rifas, verbenas...

En el año 2011, el día 10 de septiembre, la Virgen del Rosario recibió el título de alcaldesa perpetua de la villa de Castil de Campos.

### Día de Las Candelas (Candelaria)
Fecha de Celebración: 12 de diciembre
Se realiza una gran candela en la plaza del pueblo, en torno a la cual se hacen coros y se canta en honor de Santa Lucía. 
En esta actividad se ofrecerá a todos los ciudadanos una degustación de chorizo, panceta y morcilla.